# Берёзово (Белгородская область)
Берёзово — хутор в Белгородском районе Белгородской области. Входит в состав Ериковского сельского поселения.

## География
Хутор находится в западной части Белгородской области, на расстоянии примерно 24 км (по прямой) к северу от Майского, административного центра района.

### Часовой пояс
Хутор Берёзово, как и вся Белгородская область, находится в часовой зоне МСК (московское время). Смещение применяемого времени относительно UTC составляет +3:00.

## Население
| 2002 | 2010 |
| ---- | ---- |
| 19   | ↘18  |

### Национальный состав
Согласно результатам переписи 2002 года, в национальной структуре населения русские составляли 68 % из 19 чел.

## Известные уроженцы
- Мирошниченко, Александр Иванович (1923—1995) — советский работник сельского хозяйства, Герой Социалистического Труда.